# HARVEST出版
HARVEST出版（ハーヴェスト出版）是日本的出版社，位於東京都品川區。主要出版美少女遊戲的小說和輕小說作品為主。

## 歷史
- 2000年12月創立。
- 2001年5月繼承雄飛出版社出版的成人遊戲小說，HARVEST NOVELS（ハーヴェストノベルズ）創刊。
- 2007年4月IKEBOKU BOOKS（いけ!いけ! 僕らのシリーズ）創刊。
- 2007年11月1日なごみ文庫創刊。
- 2009年7月みのり文庫創刊。

## 叢書文庫
- HARVEST NOVELS

日本成人遊戲小說化的限制級美少女遊戲小說作品為主。
- IKEBOKU BOOKS

全年齡美少女遊戲小說作品為主。
- なごみ文庫

輕小說作品為主。
- みのり文庫

輕小說作品為主。

## 外部連結
- ハーヴェスト出版（日語）
- ハーヴェスト出版的X（前Twitter）（日語）